# Holotrichia disparilis
Holotrichia disparilis är en skalbaggsart som beskrevs av Gilbert John Arrow 1916. Holotrichia disparilis ingår i släktet Holotrichia och familjen Melolonthidae. Inga underarter finns listade i Catalogue of Life.